# 長崎県道209号山口南有馬線
長崎県道209号山口南有馬線（ながさきけんどう209ごう やまぐちみなみありません）は、長崎県南島原市を通る一般県道である。

## 概要
南島原市加津佐町戊（ぼ）から南島原市南有馬町乙に至る。南島原市加津佐町の国道389号から南島原市南有馬町の国道251号間を最短で結ぶ。
2018年（平成30年）7月31日、白木野工区が全線開通した。

### 路線データ
- 起点：長崎県南島原市加津佐町戊（国道389号交点、島原半島広域農道上）
- 終点：長崎県南島原市南有馬町乙（国道251号交点）
- 総延長：9.3 km[1]

## 歴史
- 2018年（平成30年）7月31日 - 白木野工区（延長1.75 km）のうち、未開通だった210 mの区間が開通し、全線開通[1][2][3]。

## 路線状況

### 重複区間
- 島原半島広域農道（南島原市加津佐町戊（起点） - 南島原市南有馬町丙）

### 道路施設

#### 橋梁
- 山口橋（山口川、南島原市）

## 地理

### 通過する自治体
- 長崎県
  - 南島原市

### 交差する道路
| 交差する道路                                                 | 交差する場所     | 交差する場所 |
| ------------------------------------------------------------ | ---------------- | ------------ |
| 国道389号 島原半島広域農道 / 雲仙グリーンロード 重複区間起点 | 加津佐町戊（ぼ） | 起点         |
| 島原半島広域農道 / 雲仙グリーンロード 重複区間終点           | 南有馬町丙       |              |
| 国道251号                                                    | 南有馬町乙       | 終点         |

### 沿線
- 南島原市立白木野小学校（2015年（平成27年）3月31日閉校）
- 白木野郵便局